# Джеръм Брунър
Джеръм Брунър (на английски: Jerome Bruner) е американски психолог, известен предимно с приноса си към обучението. Той твърди, че „всеки предмет може да бъде преподаден ефективно по някакъв интелектуално честен начин на всяко дете на всеки етап от развитието“. Най-важните концепции на Брунър за намерението, мисленето и културата се разглеждат в по-голяма част от неговите творби. Изследвайки детството, той показва, че индивидуалното развитие започва с поставянето на цел и завършва с откриване на средство за постигането ѝ.

### Книги
- A Study of Thinking (1956)
- The Process of Education, Harvard University Press Архив на оригинала от 2008-11-05 в Wayback Machine. (1960)
- Toward a Theory of Instruction, Harvard University Press Архив на оригинала от 2009-07-19 в Wayback Machine. (1966)
- Studies in Cognitive Growth (1966)
- Processes of Cognitive Growth: Infancy (1968)
- Beyond the Information Given (1973)
- On Knowing: Essays for the Left Hand, Harvard University Press Архив на оригинала от 2009-10-12 в Wayback Machine. (1979)
- Child's Talk: Learning to Use Language (1983)
- Actual Minds, Possible Worlds, Harvard University Press Архив на оригинала от 2009-10-16 в Wayback Machine. (1985)
- The Mind of a Mnemonist: A Little Book about a Vast Memory, Harvard University Press Архив на оригинала от 2009-10-26 в Wayback Machine. (1987)
- Acts of Meaning, Harvard University Press Архив на оригинала от 2009-06-03 в Wayback Machine. (1990)
- The Culture of Education, Harvard University Press Архив на оригинала от 2009-01-04 в Wayback Machine. (1996)
- Minding the Law, Harvard University Press Архив на оригинала от 2009-10-16 в Wayback Machine. (2000)
- Making Stories: Law, Literature, Life, Harvard University Press Архив на оригинала от 2009-12-04 в Wayback Machine. (2003)

### Статии
- Bruner, J. S. & Goodman, C. C. (1947). Value and need as organizing factors in perception. Journal of Abnormal Social Psychology, 42, 33 – 44. Available online at the Classics in the History of Psychology archive.
- Bruner, J. S. & Postman, L. (1947). Tension and tension-release as organizing factors in perception. Journal of Personality, 15, 300 – 308.
- Bruner, J. S. & Postman, L. (1949). On the perception of incongruity: A paradigm. Journal of Personality, 18, 206 – 223. Available online at the Classics in the History of Psychology archive.
- Wood, D., Bruner, J., & Ross, G. (1976). The role of tutoring in problem solving. Journal of child psychology and psychiatry, 17, 89 – 100. (Addresses the concept of instructional scaffolding.)
- „The Narrative Construction of Reality“ (1991). Critical Inquiry, 18:1, 1 – 21.
- Shore, Bradd. (1997). Keeping the Conversation Going. Ethos, 25:1, 7 – 62. Available online at JSTOR.
- Mattingly, C., Lutkehaus, N. C. & Throop, C. J. (2008). Bruner's Search for Meaning: A Conversation between Psychology and Anthropology. Ethos, 36, 1 – 28. Available online at anthrosource.onlinelibrary.wiley.com.